# Leichtathletik-Europameisterschaften 2016/Weitsprung der Frauen

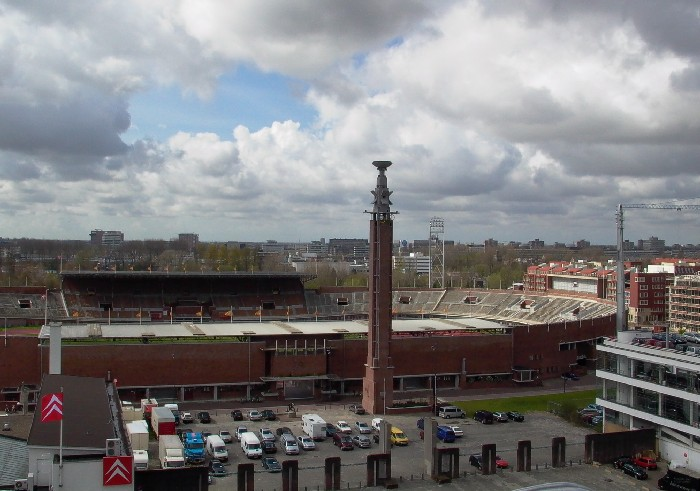
Das Olympiastadion in Amsterdam im Jahr 2005

Der Weitsprung der Frauen bei den Leichtathletik-Europameisterschaften 2016 wurde am 6. und 8. Juli 2016 im Olympiastadion der niederländischen Hauptstadt Amsterdam ausgetragen.
Europameisterin wurde die serbische Vizeeuropameisterin von 2014 und zweifache WM-Dritte (2013/2015) Ivana Španović. Sie gewann vor der Britin Jazmin Sawyers. Bronze ging an die Deutsche Malaika Mihambo.

## Bestehende Rekorde
| Weltrekord           | 7,52 m | Galina Tschistjakowa | Leningrad (heute St. Petersburg), Sowjetunion (heute Russland) | 11. Juni 1988   |
| Europarekord         | 7,52 m | Galina Tschistjakowa | Leningrad (heute St. Petersburg), Sowjetunion (heute Russland) | 11. Juni 1988   |
| MeisterschaftsRekord | 7,27 m | Heike Drechsler      | EM Stuttgart, BR Deutschland                                   | 27. August 1986 |

Auch bei diesen Europameisterschaften kam der bereits seit 1986 bestehende EM-Rekord nicht in Gefahr. Es gab keinen Sprung über die 7-Meter-Marke hinaus. Die größte Weite erzielte die serbische Europameisterin Ivana Španović im Finale mit 6,94 m bei einem Rückenwind von 0,9 m/s, womit sie 33 Zentimeter unter dem Rekord blieb. Zum Welt- und Europarekord fehlten ihr 58 Zentimeter.

## Windbedingungen
In den folgenden Ergebnisübersichten sind die Windbedingungen zu den jeweiligen Sprüngen mitbenannt. Der erlaubte Grenzwert liegt bei zwei Metern pro Sekunde. Bei stärkerer Windunterstützung wird die Weite für den Wettkampf gewertet, findet jedoch keinen Eingang in Rekord- und Bestenlisten.

## Legende
Kurze Übersicht zur Bedeutung der Symbolik – so üblicherweise auch in sonstigen Veröffentlichungen verwendet:
| NM  | keine Weite (no mark)                                  |
| ogV | ohne gültigen Versuch                                  |
| DNS | nicht am Start (did not start)                         |
| w   | Windunterstützung über dem zulässigen Wert von 2,0 m/s |
| –   | verzichtet                                             |
| x   | ungültig                                               |
| r   | Wettkampf nicht fortgesetzt (retired)                  |

## Qualifikation
6. Juli 2016, 18:40 Uhr
25 Wettbewerberinnen traten in zwei Gruppen zur Qualifikationsrunde an. Drei von ihnen (hellblau unterlegt) übertrafen die Qualifikationsweite für den direkten Finaleinzug von 6,60 m. Damit war die Mindestzahl von zwölf Finalteilnehmerinnen nicht erreicht. Das Finalfeld wurde mit den neun nächstplatzierten Sportlerinnen (hellgrün unterlegt) auf zwölf Springerinnen aufgefüllt. So reichten für die Finalteilnahme schließlich 6,46 m.

### Gruppe A

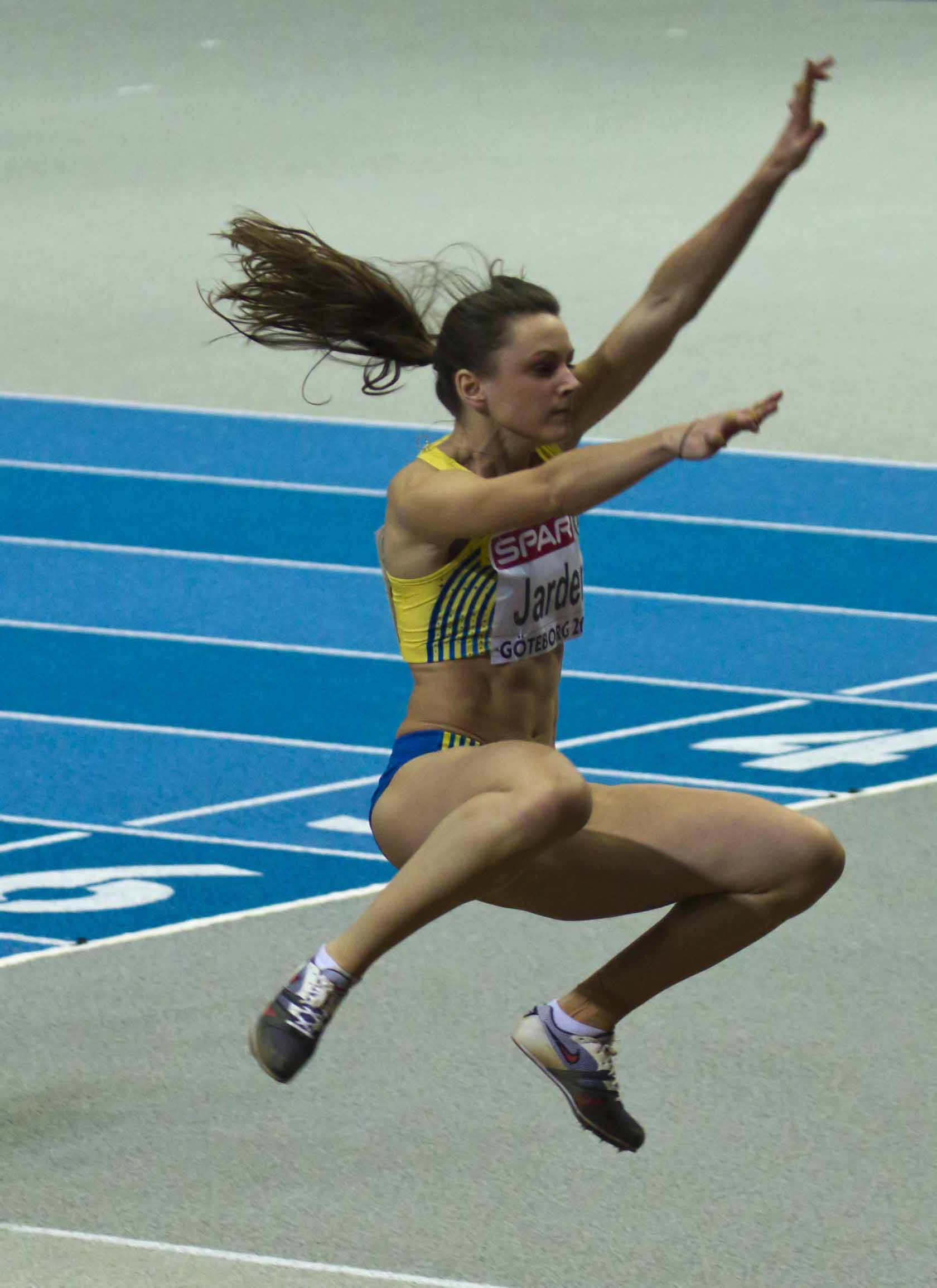
Erica Jarder erreichte als Zehnte ihrer Qualifikationsgruppe mit 6,33 m nicht das Finale
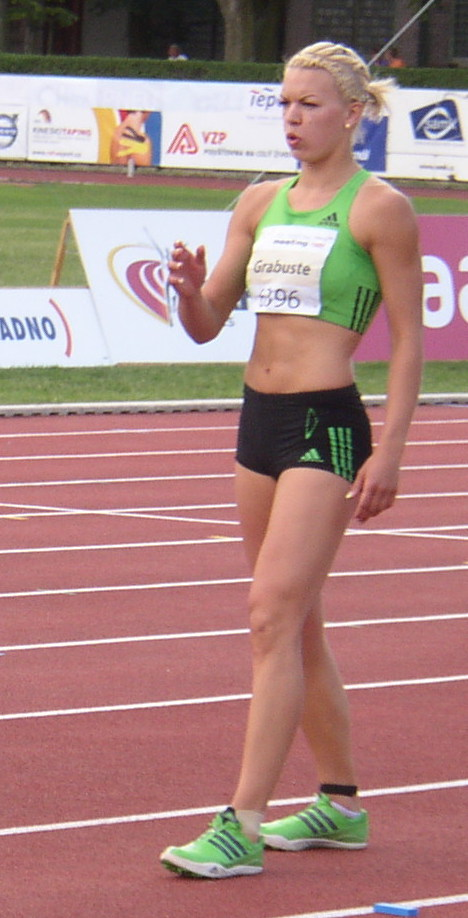
Aiga Grabuste gelang in der Qualifikation kein gültiger Sprung

| Platz | Name               | Nation         | Resultat (m) | 1. Versuch (m) Wind (m/s) | 2. Versuch (m) Wind (m/s) | 3. Versuch (m) Wind (m/s) |
| 1     | Ivana Španović     | Serbien        | 6,9000       | 6,90 / +1,7               | –                         | –                         |
| 2     | Malaika Mihambo    | Deutschland    | 6,7600       | 6,29 / +0,6               | 6,55 / +1,2               | 6,76 / +1,7               |
| 3     | Ksenija Balta      | Estland        | 6,6400       | 6,32 / −0,7               | x                         | 6,64 / +1,5               |
| 4     | Alexandra Wester   | Deutschland    | 6,5300       | 6,53 / +1,6               | 6,29 / +2,5               | 6,06 / +1,8               |
| 5     | Jazmin Sawyers     | Großbritannien | 6,49 w       | x                         | 6,48 / −0,7               | 6,49 / +2,1               |
| 6     | Jana Velďáková     | Slowakei       | 6,47 w       | x                         | 6,45 / +1,4               | 6,47 / +2,3               |
| 7     | Anna Kornuta       | Slowakei       | 6,4600       | x                         | 6,46 / +1,2               | 6,41 / +1,2               |
| 8     | Juliet Itoya       | Spanien        | 6,3500       | 6,16 / +1,4               | 6,35 / +3,0               | 6,09 / +1,7               |
| 9     | Nektaria Panagi    | Zypern         | 6,3300       | x                         | 6,24 / +1,0               | 6,33 / +1,2               |
| 10    | Erica Jarder       | Schweden       | 6,3300       | x                         | 6,33 / +1,0               | x                         |
| 11    | Neja Filipič       | Slowenien      | 6,2400       | 6,24 / +0,8               | 6,01 / +1,0               | 6,21 / +2,4               |
| 12    | Efthymia Kolokytha | Griechenland   | 5,91 w       | x                         | 5,91 / +2,6               | 5,88 / +0,5               |
| NM    | Aiga Grabuste      | Lettland       | ogV          | x                         | r                         |                           |

### Gruppe B

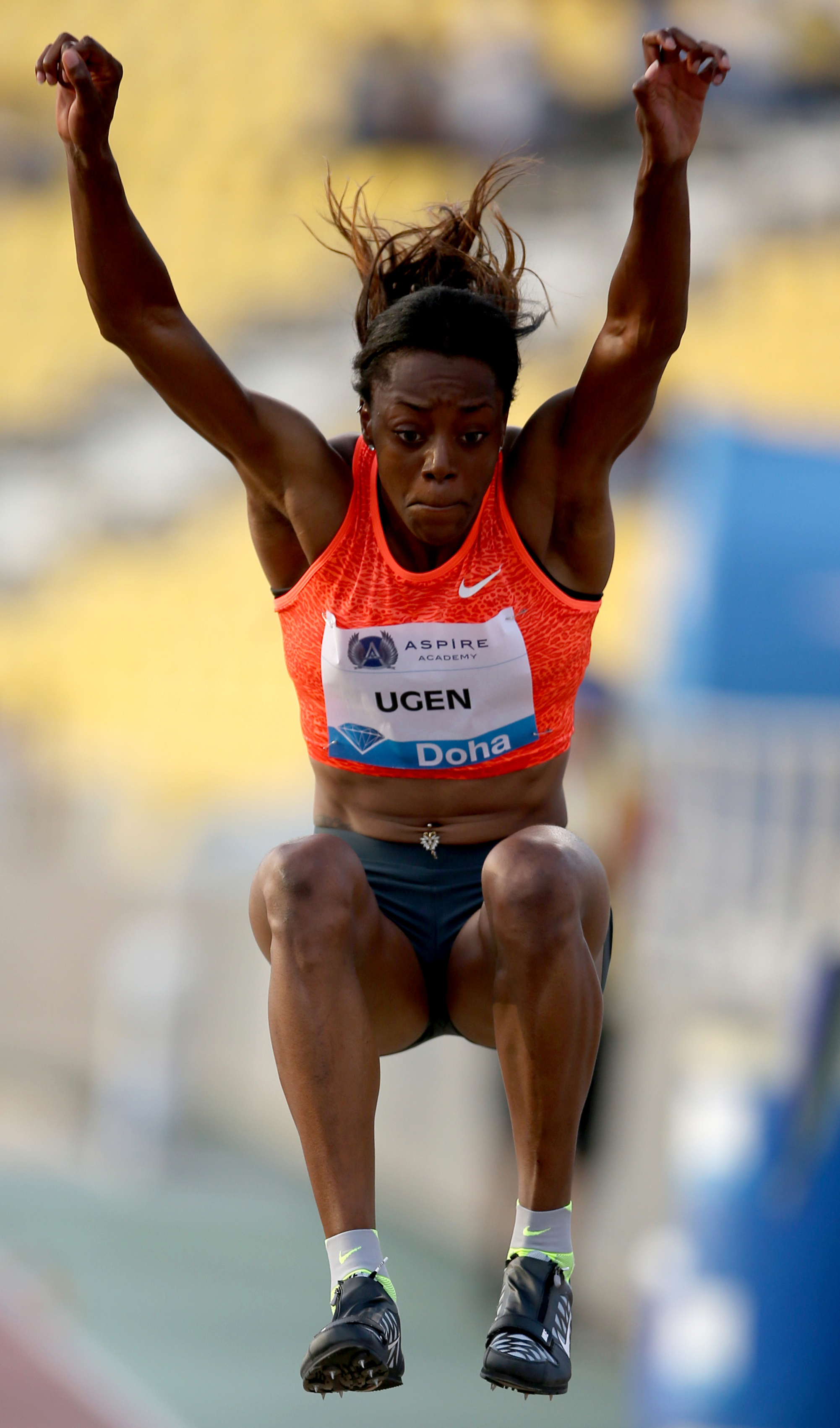
Lorraine Ugen scheiterte als Neunte ihrer Qualifikationsgruppe mit 6,33 m

| Platz | Name                  | Nation         | Resultat (m) | 1. Versuch (m) Wind (m/s) | 2. Versuch (m) Wind (m/s) | 3. Versuch (m) Wind (m/s) |
| 1     | Karin Melis Mey       | Türkei         | 6,5500       | x                         | 6,46 / +1,7               | 6,55 / +0,2               |
| 2     | Maryna Bech           | Ukraine        | 6,5000       | 6,31 / +1,3               | 6,35 / −0,7               | 6,50 / +1,9               |
| 3     | Nadia Akpana Assa     | Norwegen       | 6,48 w       | 5,90 / +1,2               | 6,24 / ±0,0               | 6,48 / +2,2               |
| 4     | Khaddi Sagnia         | Schweden       | 6,4700       | 5,03 / +0,9               | x                         | 6,47 / +0,2               |
| 5     | Nadja Käther          | Deutschland    | 6,4600       | 6,44 / +1,6               | 6,46 / +0,5               | 6,36 / +1,5               |
| 6     | María del Mar Jover   | Spanien        | 6,4300       | x                         | 6,43 /+1,6                | 6,34 / +1,6               |
| 7     | Háido Alexoúli        | Griechenland   | 6,4200       | 6,23 / +1,8               | 6,43 / +0,3               | x                         |
| 8     | Hafdís Sigurdardóttir | Island         | 6,3500       | 6,11 / +0,7               | 6,35 / +0,9               | 6,21 / +0,8               |
| 9     | Lorraine Ugen         | Großbritannien | 6,33 w       | 6,33 / +2,1               | x                         | 6,19 / +1,0               |
| 10    | Malin Marmbrandt      | Schweden       | 6,33 w       | x                         | 6,33 / +2,6               | x                         |
| 11    | Anna Lunjowa          | Ukraine        | 6,20 w       | 5,72 / +1,6               | 6,20 / +2,9               | 6,09 / +1,8               |
| 12    | Jogailė Petrokaitė    | Litauen        | 6,1700       | x                         | 6,17 / +0,8               | x                         |
| DNS   | Shara Proctor         | Großbritannien |              |                           |                           |                           |

## Finale
8. Juli 2016, 19:20 Uhr
| Platz | Name              | Nation         | Resultat (m) | 1. Versuch (m) Wind (m/s) | 2. Versuch (m) Wind (m/s) | 3. Versuch (m) Wind (m/s) | 4. Versuch (m) Wind (m/s)                     | 5. Versuch (m) Wind (m/s)                     | 6. Versuch (m) Wind (m/s)                     |
| 1     | Ivana Španović    | Serbien        | 6,9400       | x                         | 6,94 / +0,9               | 6,81 / +1.9               | 6,71 / +0,6                                   | 6,72 / +1,6                                   | x                                             |
| 2     | Jazmin Sawyers    | Großbritannien | 6,86 w       | 6,25 / +1,2               | 6,63 / +1,7               | 6,86 / +2,8               | 6,78 / +4,0                                   | 5,13 / +0,8                                   | x                                             |
| 3     | Malaika Mihambo   | Deutschland    | 6,6500       | 6,50 / +2,7               | 6,23 / −1,2               | 6,63 / +1,1               | 6,65 / +2,0                                   | 6,54 / +1,8                                   | x                                             |
| 4     | Ksenija Balta     | Estland        | 6,6500       | 6,65 / +1,4               | 6,61 / +1,0               | 6,57 / +1,2               | 6,44 / +1,1                                   | 6,48 / −3,8                                   | 6,60 / +1,8                                   |
| 5     | Karin Melis Mey   | Türkei         | 6,6200       | 6,62 / +1,1               | 6,48 / +0,6               | 6,29 / +,3                | 6,55 / +1,5                                   | 6,42 / −1,4                                   | 6,49 / +1,3                                   |
| 6     | Khaddi Sagnia     | Schweden       | 6,5900       | x                         | 6,59 / +1,0               | x                         | 6,37 / +0,2                                   | x                                             | 6,41 / +0,9                                   |
| 7     | Alexandra Wester  | Deutschland    | 6,5100       | 6,51 / +0,4               | 6,26 / +1,1               | 6,50 / +2,3               | 6,14 / −1,2                                   | 6,21 / +2,7                                   | r                                             |
| 8     | Nadia Akpana Assa | Norwegen       | 6,5100       | 6,32 / −0,7               | 6,51 / +1,1               | 6,45 / +1,7               | 6,40 / +1,3                                   | 6,12 / −1,3                                   | 6,13 / +0,9                                   |
| 9     | Nadja Käther      | Deutschland    | 6,48 w       | 6,45 / +0,8               | x                         | 6,48 / +2,4               | nicht im Finale der besten acht Springerinnen | nicht im Finale der besten acht Springerinnen | nicht im Finale der besten acht Springerinnen |
| 10    | Jana Velďáková    | Slowakei       | 6,47 w       | 6,27 / +2,1               | 6,47 / +2,5               | x                         | nicht im Finale der besten acht Springerinnen | nicht im Finale der besten acht Springerinnen | nicht im Finale der besten acht Springerinnen |
| 11    | Anna Kornuta      | Slowakei       | 6,4200       | 6,42 / +0,3               | x                         | x                         | nicht im Finale der besten acht Springerinnen | nicht im Finale der besten acht Springerinnen | nicht im Finale der besten acht Springerinnen |
| 12    | Maryna Bech       | Ukraine        | 6,2900       | x                         | x                         | 6,29 / +1,4               | nicht im Finale der besten acht Springerinnen | nicht im Finale der besten acht Springerinnen | nicht im Finale der besten acht Springerinnen |

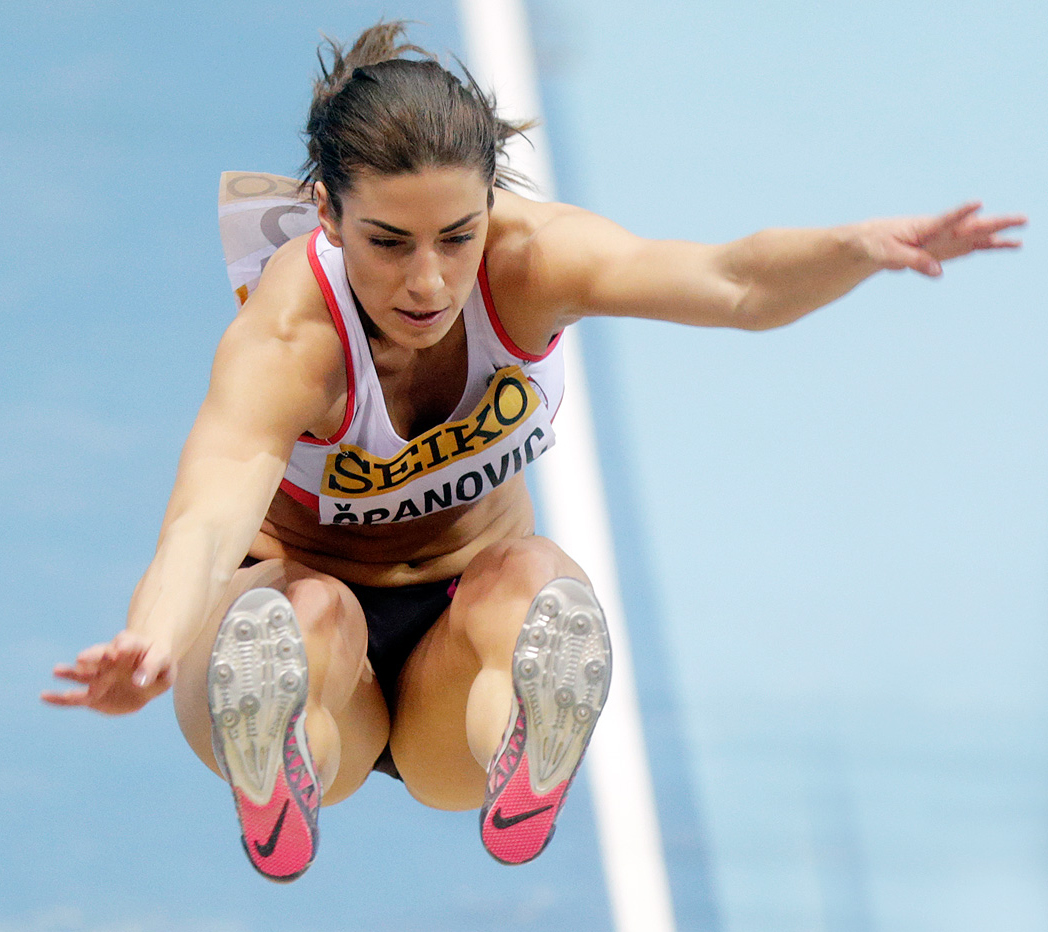
Ivana Španović, 2014 Vizeeuropameisterin und zweifache WM-Dritte (2013/2015), wurde Europameisterin
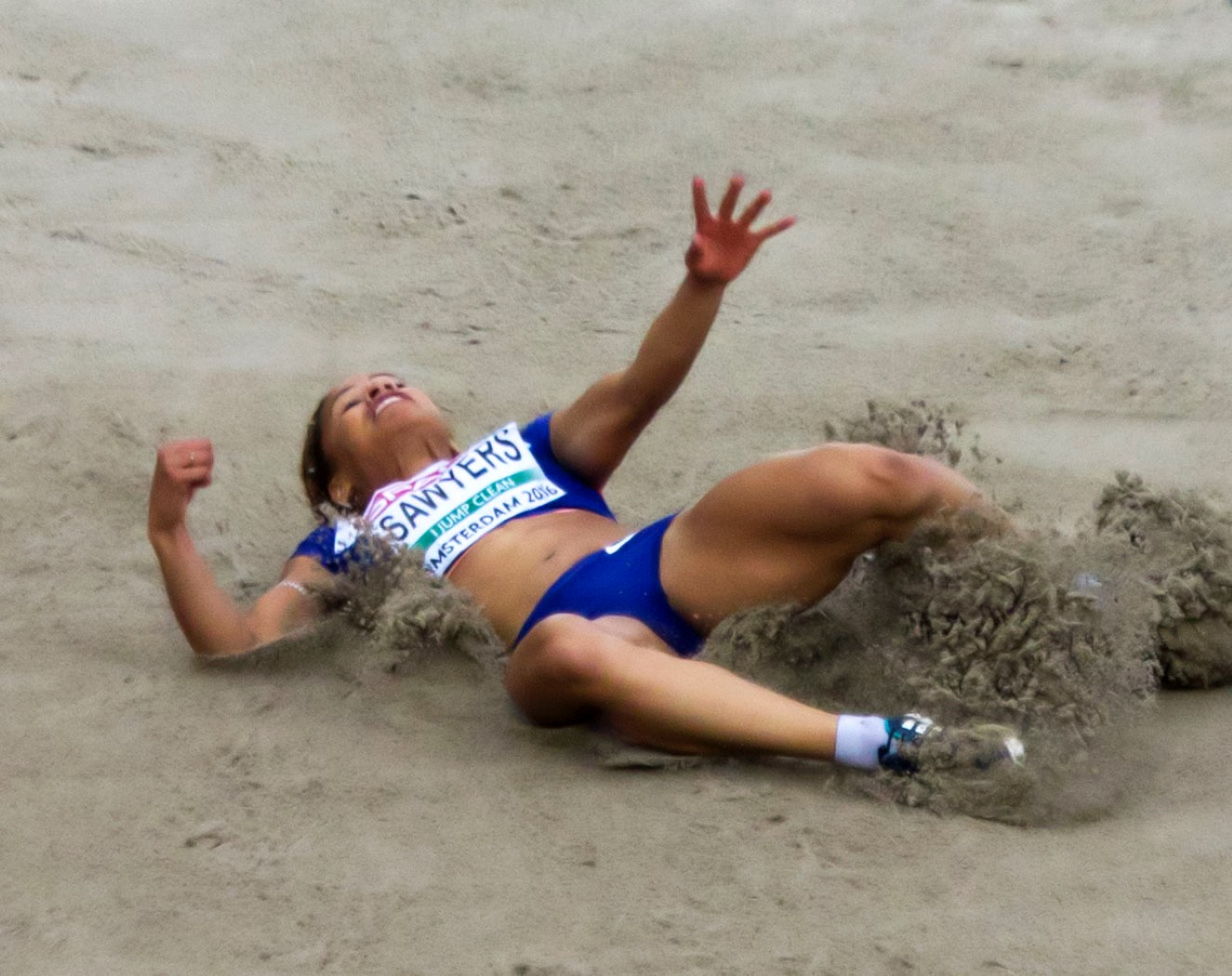
Vizeeuropameisterin Jazmin Sawyers
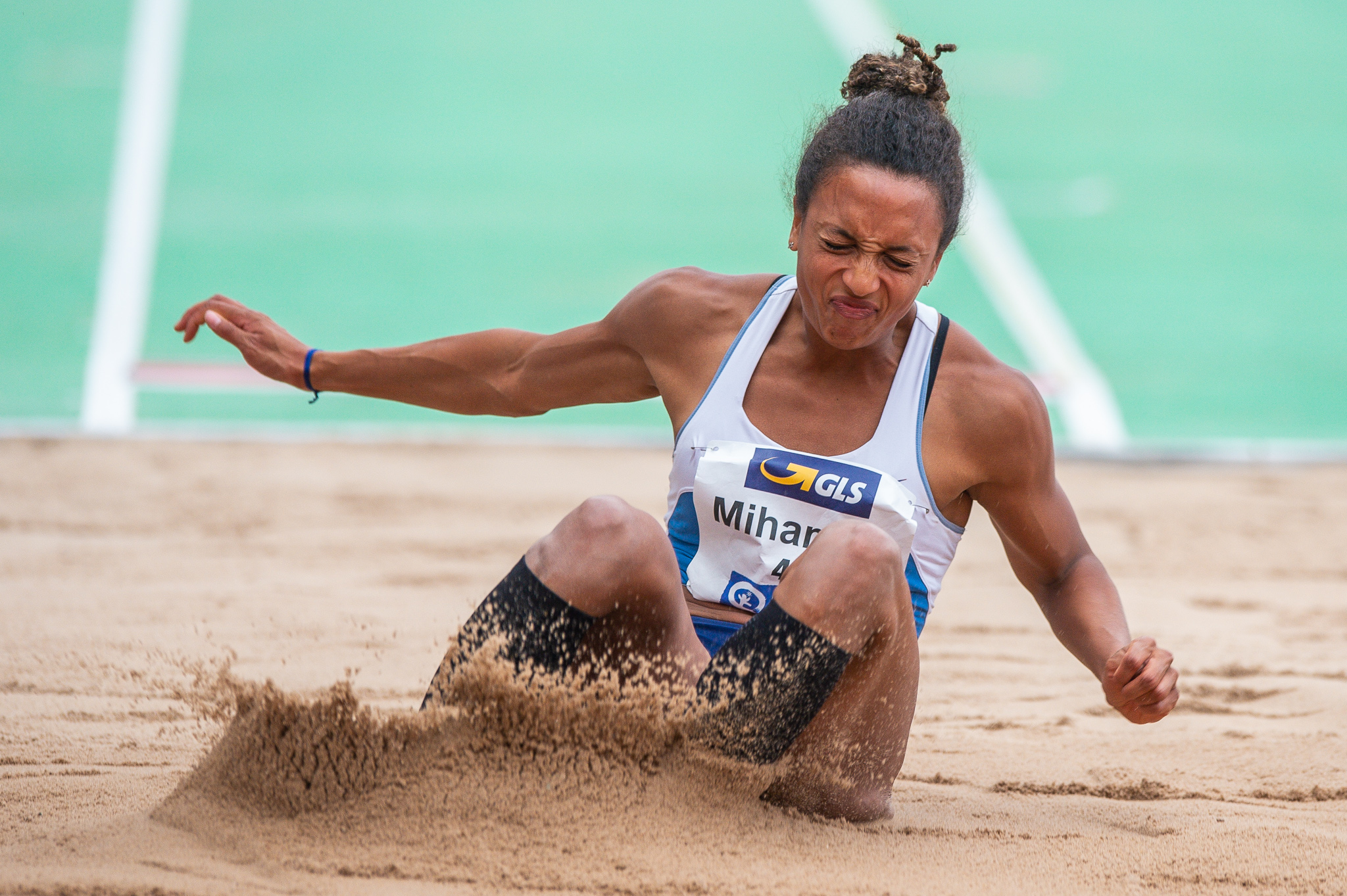
Bronzemedaillengewinnerin Malaika Mihambo

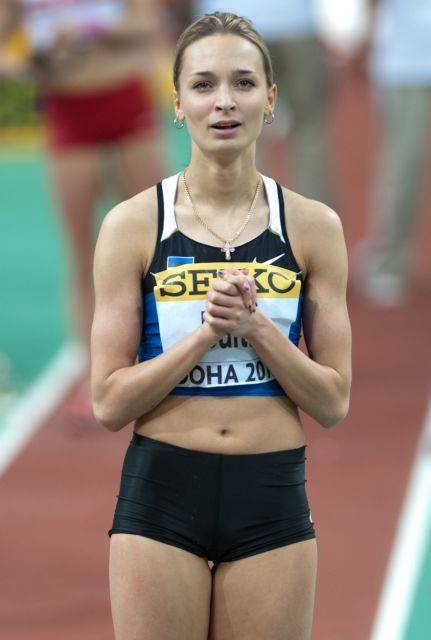
Die viertplatzierte Ksenija Balta
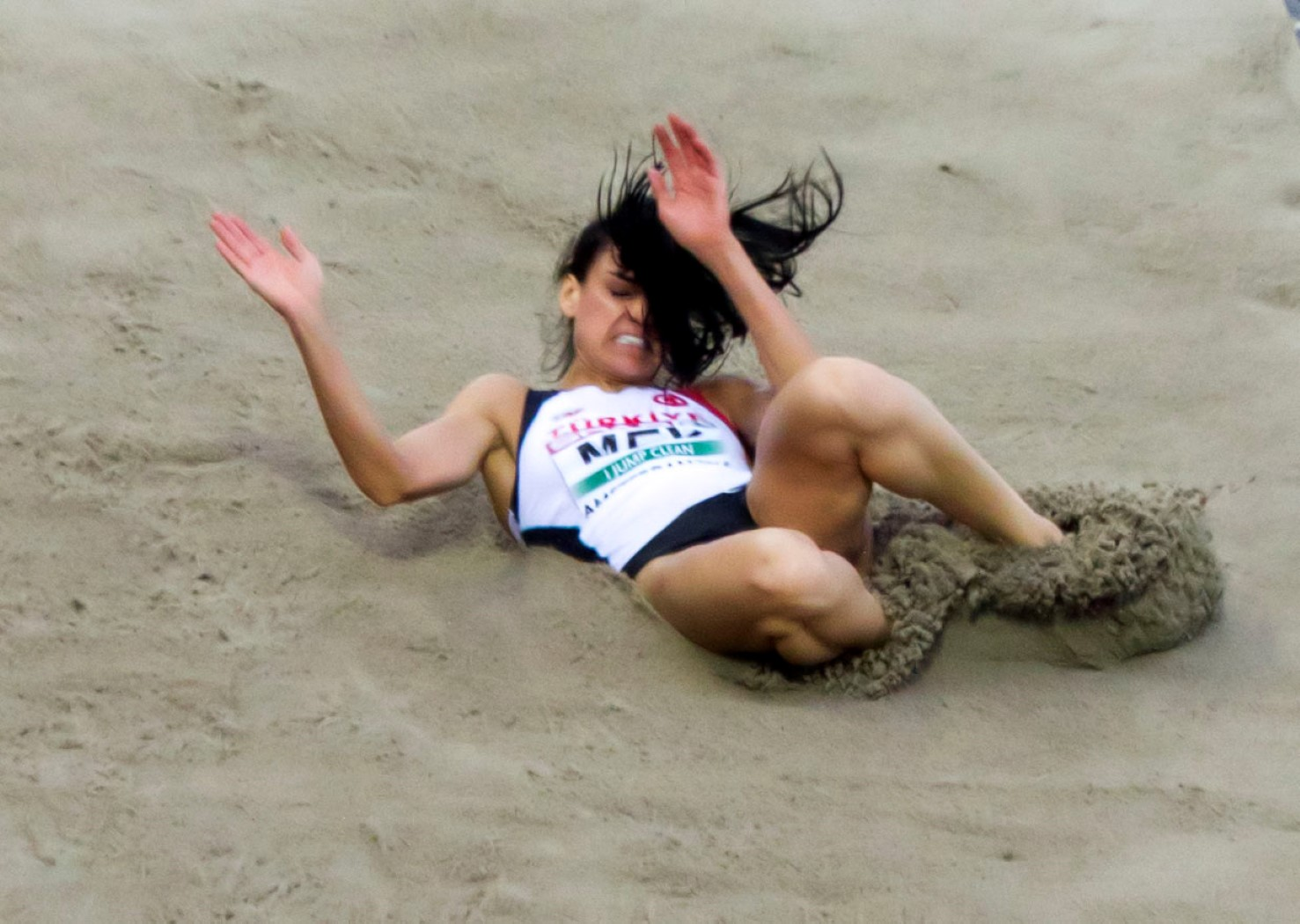
Karin Melis Mey belegte Rang fünf
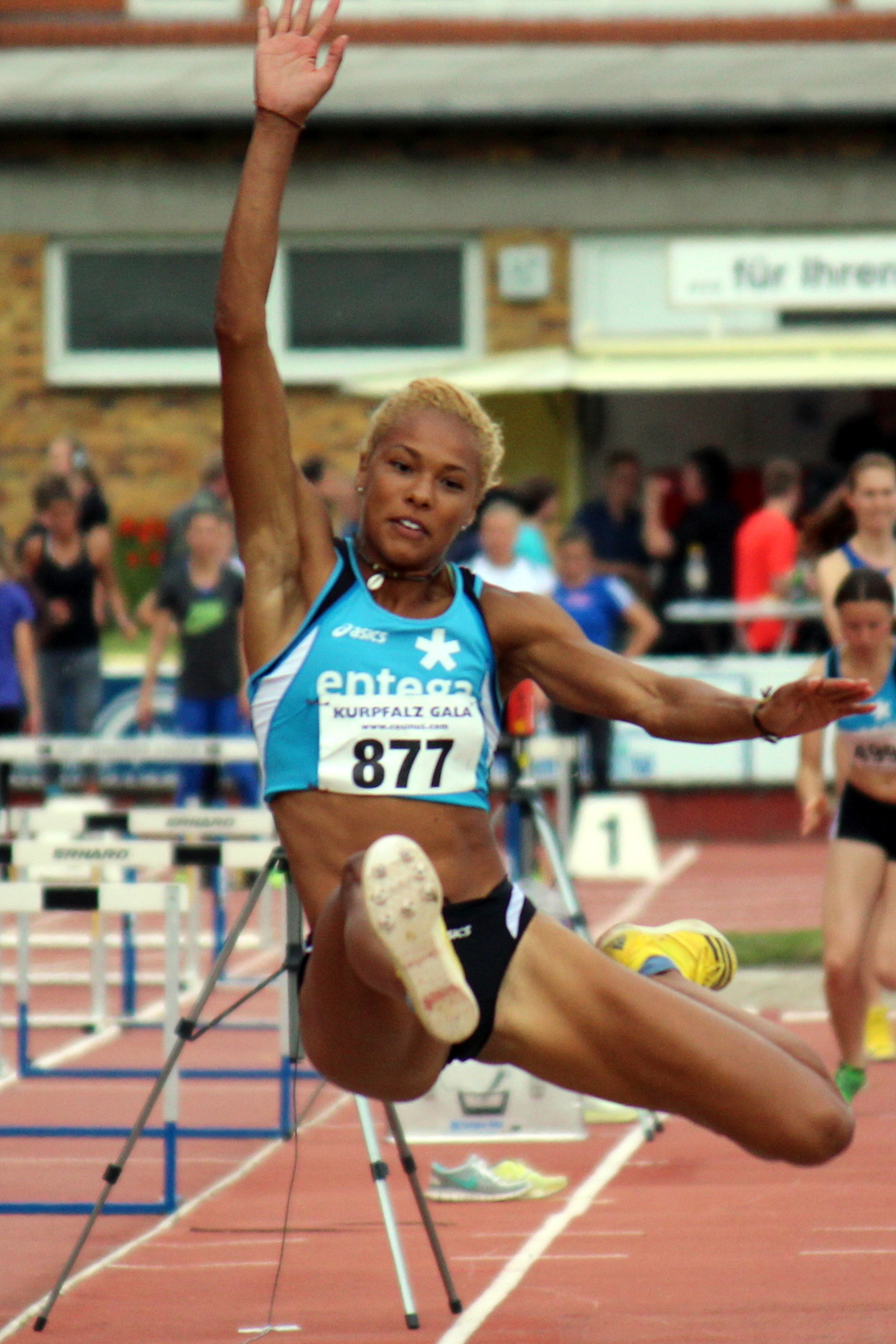
Alexandra Wester kam auf den siebten Platz
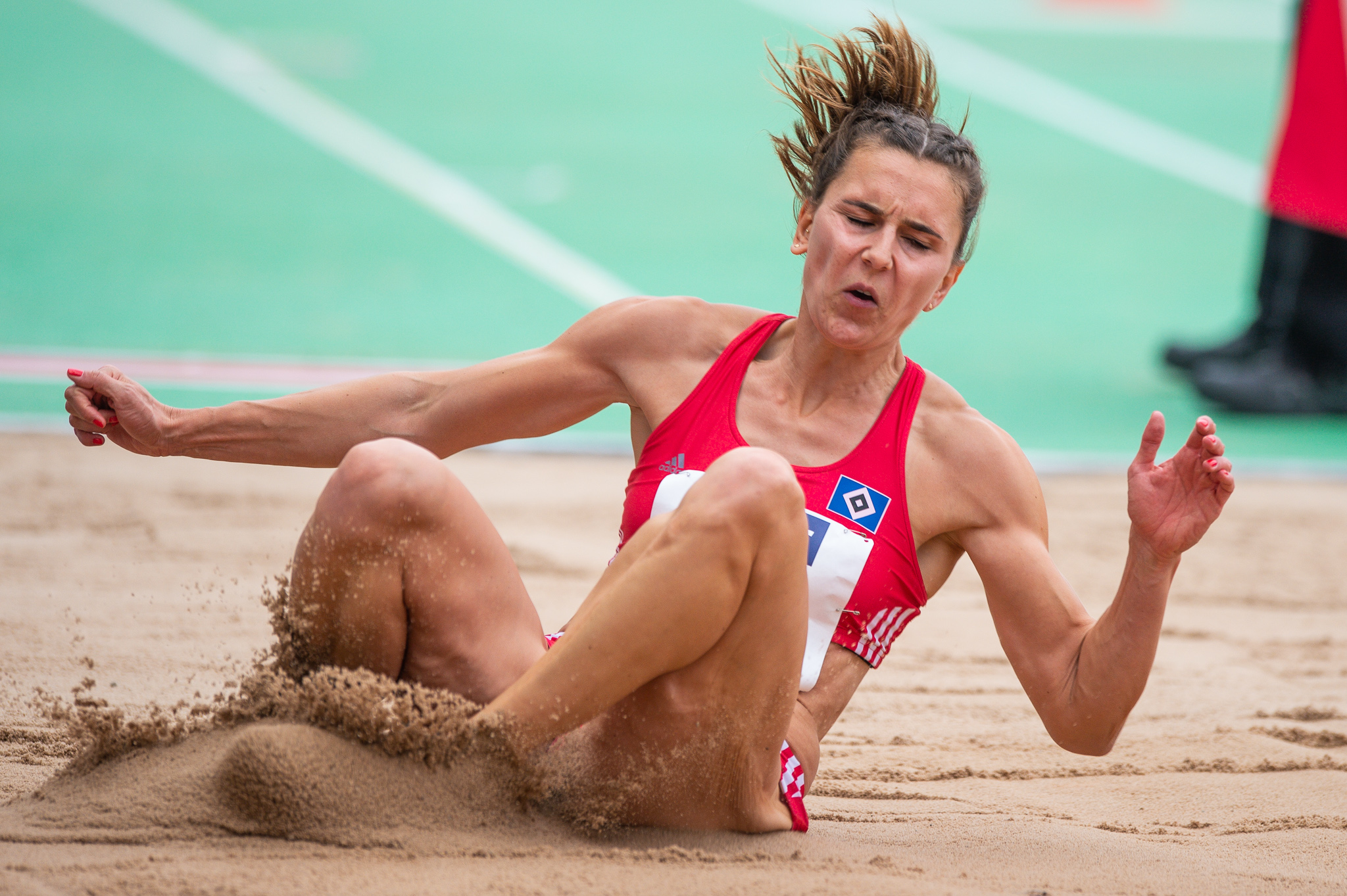
Nadja Käther erreichte Platz neun

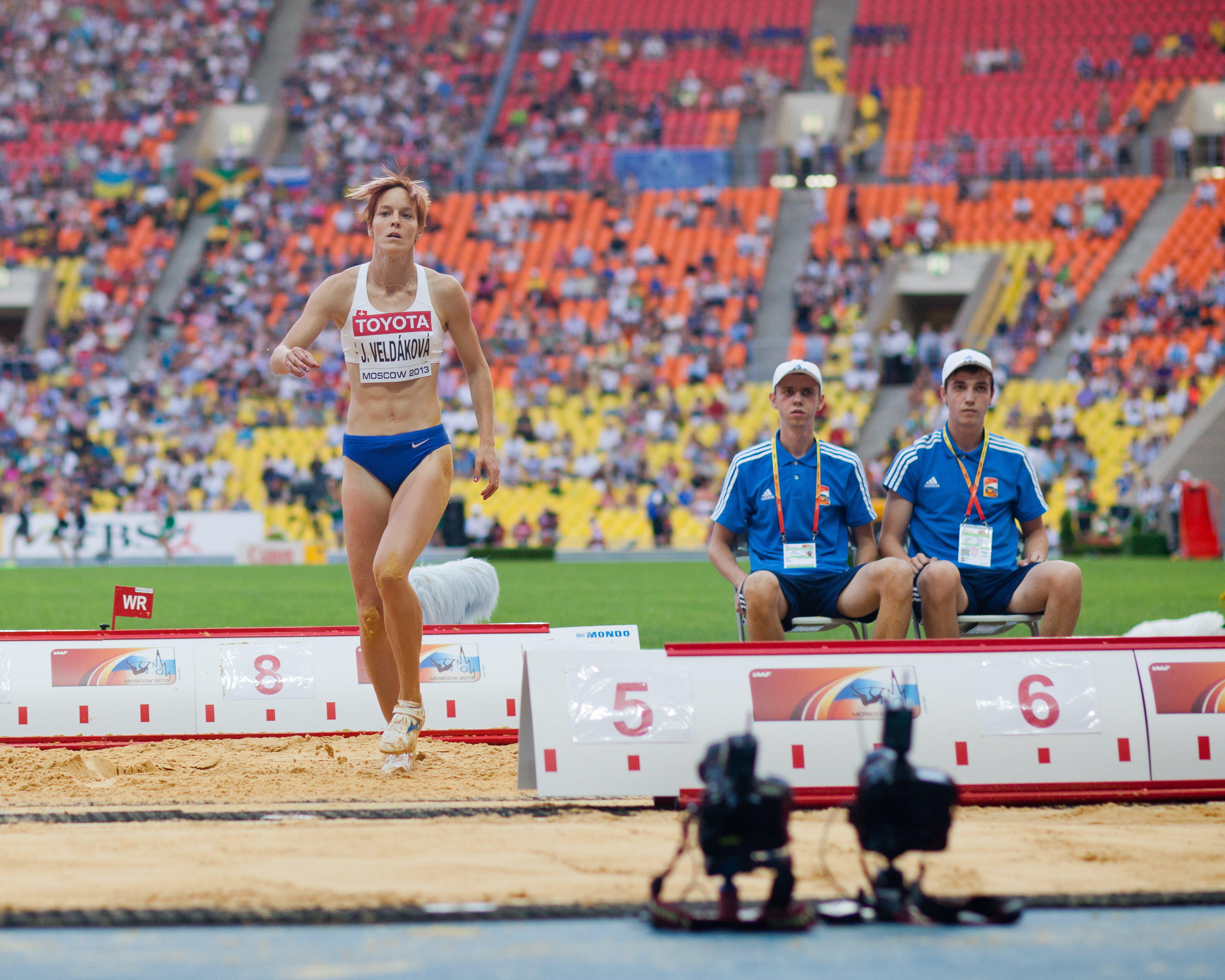
Jana Velďáková wurde Zehnte
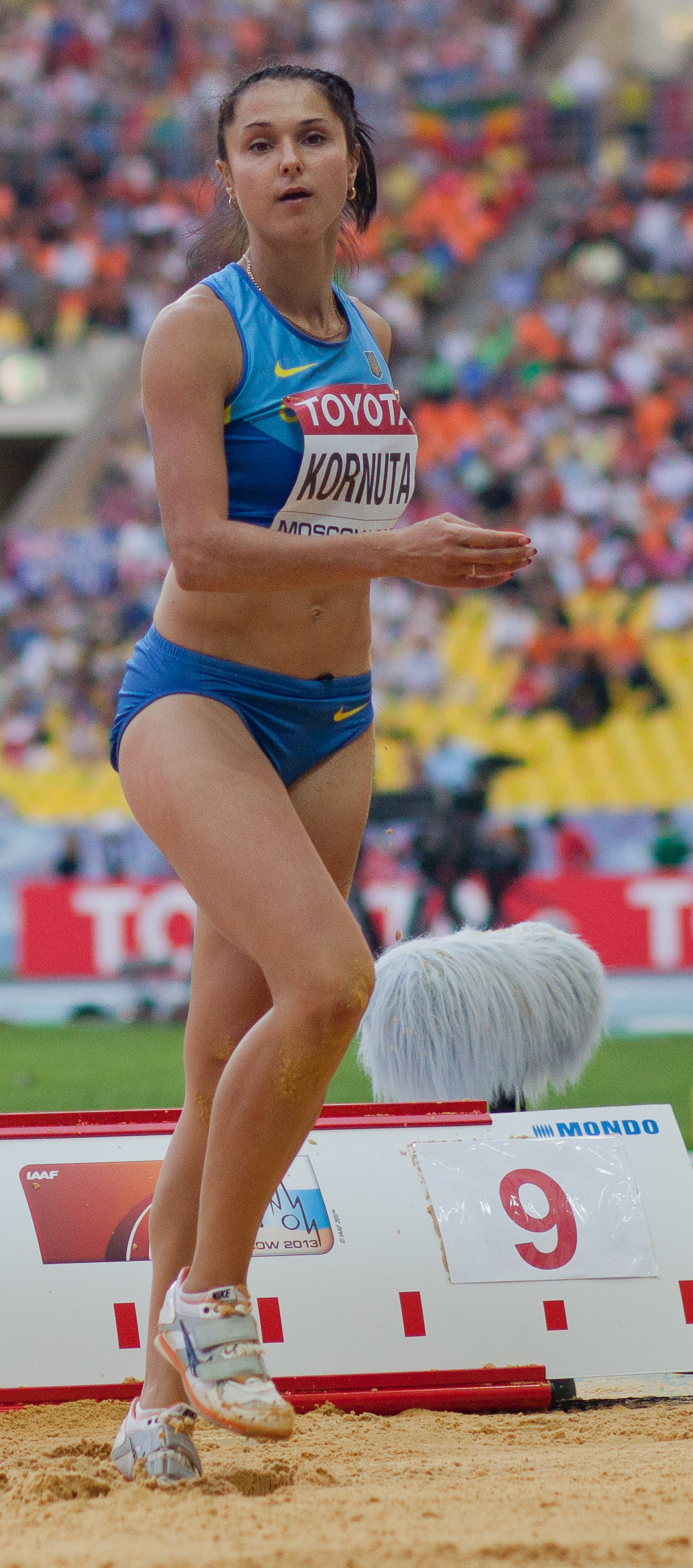
Rang elf für Anna Kornuta
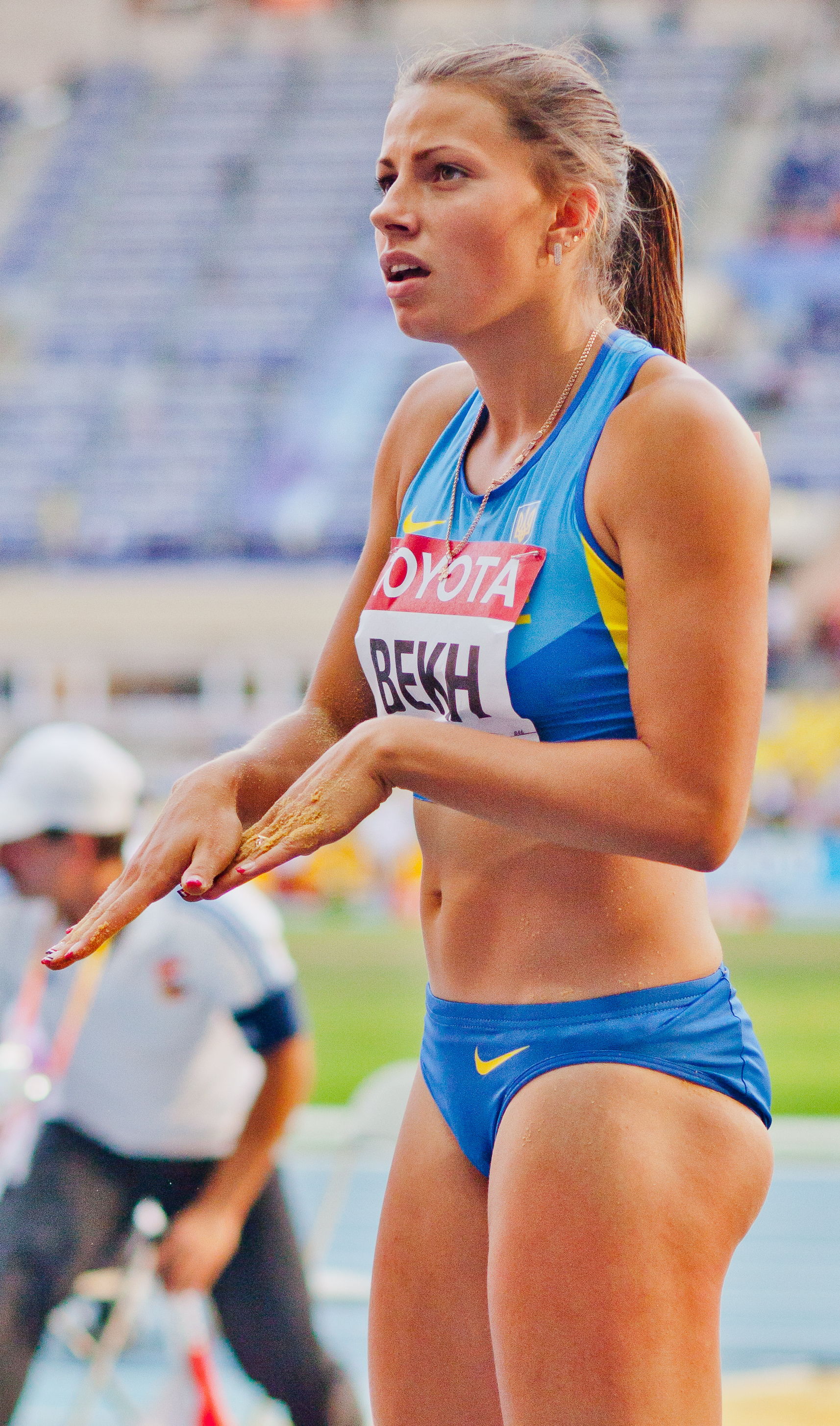
Maryna Bech – Platz zwölf

## Videolinks
- European Athletics Championship 2016 - Ivana Spanovic 6.94 - All Final jumps, youtube.com, abgerufen am 24. März 2023
- Jazmin Sawyers 6.86 jump | Long Jump Final | Amsterdam 2016, youtube.com, abgerufen am 24. März 2023